# Lindneria dicosta
Lindneria dicosta är en tvåvingeart som beskrevs av Metz och Irwin 2000. Lindneria dicosta ingår i släktet Lindneria och familjen stilettflugor. Inga underarter finns listade i Catalogue of Life.